# がんばれゴエモン3 獅子重禄兵衛のからくり卍固め
『がんばれゴエモン3 獅子重禄兵衛のからくり卍固め』（がんばれゴエモンスリー ししじゅうろくべえのからくりまんじがため）は、コナミが開発し1994年12月16日に発売されたスーパーファミコン用アクションアドベンチャーゲーム。

## 概要
スーパーファミコン向けシリーズとして第3作目となる。横スクロールアクションを基調としていた前二作から変わって謎解き要素が強くなった他、タイムトラベルの要素が含まれるなどSF色が取り入れられている。謎解き要素が強くなったのは、前作での「ボリュームが少ない」という意見を受け、長く遊べるゲームを目指したためである。
2002年から2005年に掛けて、アクションステージ1面や一連のインパクトステージを1つのアプリとした携帯電話ゲーム版が配信された。またバーチャルコンソール対応ソフトとして、2009年にWii、2013年にWii U、2017年にNewニンテンドー3DSにてそれぞれ配信された。
スーパーファミコン版はゲーム誌『ファミコン通信』の「クロスレビュー」にてゴールド殿堂を獲得した。

## ゲーム内容

### システム
本作ではマップ画面はエリア単位の移動ではなく、町やアクションステージの間の移動などに用いられている。また、マップ画面、アクションステージを問わず使用キャラクターを随時切り替えることができ、アクションステージにおいてはその使い分けを要求する仕掛けが多数用意されている。
マップは現代と未来の2つの世界から成り、それぞれのエリアには体力の回復やアイテムの購入をする「町ステージ」、俯瞰視点画面で敵を倒しながら目的地を目指す「道中ステージ」、横スクロール画面でエリアのボスを目指す「拠点ステージ」が配置されており、ボスが巨大からくりメカなどの場合は「激震インパクトステージ」と「巨大からくりメカ戦闘ステージ」の流れで進行する。
なお、本作では謎解き要素の多さから時間制限が廃止され、プレイに専念できるようになっている。
前作・前々作の町ステージにあった「ミニゲーム」「アルバイト」は、本作では廃止された。
会話パートでは、キャラクターのギャグ発言に対して笑い声を発する「笑システム」が導入された。
現代・未来とも、旅の先々で困っている町人を助けていく「わらしべイベント」が用意されており、未来では、ゲーム進行上必ずこなさなければならない。

### プレイヤー
ライフゲージは全キャラクターで共有となっており、初期数値はハート5個（実質10。ハート1つにつきダメージ2回まで耐えられるが、一部例外あり）、残機数3（表示上は2機）。体力は「銀の招き猫」を4つ入手するか、「金の招き猫」を1つ入手することで最大ハート16個（実質の数値上では32）まで、残機数は「大入り袋」の購入で最大99機まで増加できる。
体力が0になるなどで1機減り、残機が無くなるとゲームオーバー。ゲームオーバー時にコンティニューを選択すると、最後に旅日記を取った（セーブした）地点からのやり直しとなる。なお、本作に限り穴への落下やスクロールアウト時は即死とならず体力が減少した上でその地点の付近から復帰する。
前作では飛び道具（サブウェポン及びサスケのくない投げ）で敵を倒しても小判などが出現しなかったが、本作ではアイテムを落とすように設定し直された。

### 招き猫
招き猫による武器のレベルアップシステムが廃止され、代わりに各キャラクターに設定されたイベントをクリアして武器をグレードアップするようになった。これにより従来の「招き猫」は体力の上限を増加するアイテム「金の招き猫」の下位アイテムに当たる「銀の招き猫」となった。銀の招き猫は4つで金の招き猫1つに相当し、それぞれ過去と未来のあらゆる場所に点在している。
全ての招き猫を集めることにより、隠しボスとエンディング後のエピローグが解禁される。

### 術
前作で姿を消した「術」が復活し、サスケを除く3人は各地の道場で修行をクリアすると術を覚える。術は1回使用する毎に巻物を10本消費するが、エビス丸とヤエの術のみストーリー進行上、必須であるため、巻物を消費せずに術が使える。

### 2人プレイ
本作でも2人同時プレイが可能で、「ひとりであそぶ」プレイ中に2プレイヤー側のスタートボタンを押すと途中参加できる。「ものまね変化の術」修得後にYボタンを押しながらキャラクターを変更すると、通常時とは異なるカラーリングになり、2人同時プレイ時には同じキャラクターを同時に使えるようになる。なお、本作では2人同時プレイの場合でも体力と残機数を共有する仕様となっている。
前作まで登場していた「おんぶシステム」に代わって、苦手なステージを一方のプレイヤーに任せ、自分はひょうたんに入って安全に進行できる「ひょうたんシステム」が採用された（特定の場面ではひょうたん状態が強制的に解除させられる場合もある）。

### からくりうぉーかー
物知りじいさんが過去と未来の両方で製作した、一人乗りの搭乗型からくりマシン。当初は耐久性に難があり、木にぶつかったり低い崖から落下するだけで大破していたが、未来の技術で改良が施された新型はその問題をクリアしている。未来の拠点ステージに点在する鳥居型のチューンアップ装置を利用することで新たな機能が追加される。ダッシュボタンの長押しで縦、横いずれかの高速直線移動が可能。初期状態ではエネルギー上限は300だが、「燃料タンク」の入手によって最大500まで増加する。エネルギーは追加機能の使用で減少し、0になると使用不可となり、敵の落とすエネルギーボールかよろず屋で販売されているエネルギー缶の購入での補給が必要となる。搭乗時のダメージはキャラクターのダメージに反映される。
- PUNCH（パンチ）：標準機能。パンチを繰り出す。
- FIRE（ファイア）：追加機能。火炎放射器を使う。1秒毎にエネルギーを1消費する。
- ICE（アイス）：追加機能。液体窒素を噴射する。敵を凍らせて足場にする事ができる。1回使う毎にエネルギーを2消費する。

## ストーリー
物知りじいさんの新たな発明であるタイムマシンのお披露目に付き合わされたゴエモンたちは、物知りじいさんが未来のギャルを追いかけまわす光景を、モニターを通じていつものように呆れ顔で見守っていた。
ところが、突如、姿を現した謎の怪人物シスター・ビスマルが物知りじいさんごとタイムマシンを強奪して逃げ去ってしまう。サスケの元を尋ねろとのじいさんの言葉に従ってゴエモンとエビス丸は伊賀へ向かい、サスケと共に事態を聞きつけて追って来たヤエと合流しタイムワープ機能を搭載したゴエモンインパクトの2号機を起動させる。しかし、未来からタイムワープしてきたビスマルが江戸の町をめちゃくちゃに破壊した挙句、おみっちゃんをさらい、未来へと逃げさってしまう。
ビスマルを追って荒廃した未来の江戸の町「ネオ大江戸」にたどり着いたゴエモン一行は、物知りじいさんとおみっちゃんを救い出すべく、事の首謀者であるネオ大江戸の支配者・獅子重禄兵衛率いるからくり盗賊団に立ち向かう。各地の敵アジトを攻略し、敵本拠地に入るために必要とされる「暗号プレート」を集めていくゴエモン一行。そしてとうとう本拠地に向かうも暗号プレートは罠であり、窮地に陥った一行はインパクトで直接本拠地に乗り込む。しかし重禄兵衛にインパクトを呼び出すほらがいを奪われてしまい、重禄兵衛は歴史の覇者となるべくほらがいで「伝説の巨神」を呼び出す。現れたのは未来のインパクトであった。ぶつかり合う二体のインパクトはタイムマシンの共鳴反応で江戸時代に飛ばされ、最後の戦いを演じた末に重禄兵衛は敗北する。実は重禄兵衛はゴエモンの子孫であり、悪事を働いたのも先祖への憧れからだった。ゴエモンの仲間たちに義賊の心を教えられて改心した重禄兵衛は一行と和解し、おみっちゃんに別れを告げて未来へ帰っていく。これで一件落着かと思いきや、一行は物知りじいさんを未来に置き去りにしていた事をすっかり忘れていたのだった。

## 特殊なステージ
本作は通常のアクションステージの他に、以下の特殊なステージが存在する。

### パニックステージ
特定のダンジョンクリア後に挿入される特殊ステージ。
からくりうぉーかーに搭乗した一行を追いかける巨大からくりメカの攻撃をジャンプやダッシュで回避しつつ、画面下部のカウンターに表示された距離を逃げ切る。

### ゴエモンインパクト戦ステージ
インパクトを操作して敵の巨大からくりメカと戦う特殊ステージ。基本は前作を踏襲しており、エネルギーや小判弾を稼ぐ前哨戦ステージと、敵メカとの戦闘を行う戦闘ステージの二つに分かれる。巨大メカ戦ステージに敗北した際および、激震インパクトステージ開始前にセーブした場合は、必ず激震インパクトステージからの再戦となる。
激震インパクトステージ
目的地まで歩くゴエモンインパクトを操縦し、迫り来る敵を撃ち落としたりパンチで叩き落としたりしながら進む強制横スクロールアクションステージ。ここで倒した敵の数の結果によって油や小判に振り分けられる数値が決まり、その後に巨大からくりメカとの3D戦闘ステージに入る。
本作では「インパクトのターボスイッチが故障した」という設定のため、前作のような高速移動は行えず、低速でゆっくり移動しながら進んでいく。
激震インパクトステージがあるのは1度目、2度目、4度目のインパクト登場時のみであり、3度目、5度目ではボス戦到達時点で直接巨大メカ戦ステージに移行する。
巨大メカ戦ステージ
激震インパクトステージ終了後に開始される、主観視点での巨大ボス戦アクションステージ。基本は前作を踏襲しつつ、コマンド入力式の必殺技が導入された。また、激震インパクト共に、時間経過でのエネルギー消費は廃止されており、じっくりと戦いに専念できるようになっている。

## 町・ステージ
はぐれ町
シリーズ御馴染みの大江戸の町。旧作とは構造が大きく変わっているが、ほろほろ寺や職業紹介所など所々に面影は見られる。但し、前作・前々作と違ってアルバイトはできない。南西には山賊が蔓延るはぐれ山が存在する。
ほろほろ寺
はぐれ町の朽ち果てた寺。浮き輪が無ければ通過できない。奥には前作で壊れたインパクトの頭部を再利用した転送装置があり、『1』同様に女幽霊に化けたクロベエが見張っている。
からくり忍者屋敷
アクションステージ。伊賀にある物知りじいさんの屋敷で、『1』のステージ5の舞台だった場所。屋敷全体が防犯モードになっているせいで、本来なら歓迎されるはずのゴエモン達にからくり忍者達が襲いかかる。最初のマップのみ『1』を模しているが、以降は大きく構造が異なる。ボスはサスケの乗った蛙型のメカ。撃破するとサスケが仲間になる。クリア後は転送装置が壊れるため、立ち入りできなくなる。
パニックステージ1
お祭り村への道のり。からくりうぉーかーで羽釜メカ（ビスマル・エレガント）の襲撃から逃げる。
お祭り村
『2』に続いて登場する、一年中祭りを行なっている村。前作と違って出店は無い。鼻緒が切れて困っている村人がいる。西は山賊の出る血祭りの森で、花火職人の家とじいさんの別荘がある。
じいさんの別荘
アクションステージ。血祭りの森の奥にある物知りじいさんの別荘。門が錆び付いているため、花火爆弾で爆破しなければ入れず、内部も花火爆弾を要するギミックが多い。最奥部に手形があり、入手するとヤエと合流する。クリア後は最初のマップの壁が塞がるため、それ以上先には行けなくなる。ボスはいない。
にんにん村
『きえた黄金キセル』に登場した忍者達の隠れ里。はぐれ山の先にあり、ヤエがいなければ入れない。人魚変化の術の道場がある他、ここの畑の所有権を手に入れるか否かが終盤に影響する。
ほら貝の洞窟
アクションステージ。にんにん村北の忍びの池にある祠の下に広がる洞窟。水没しているため人魚変化の術を使わなければ入れず、内部でも同術を活用しなければ進めない。最深部にてほら貝を入手すると洞窟が崩れ出し、自力で入り口まで戻らなければならない（時間制限は無い）。脱出後は入り口も塞がるため、再進入は不可。ボスはいない。
はぐれ町（壊滅）
未来から襲撃してきたビスマル達に無残に破壊されたはぐれ町。住民達ははぐれ山に避難している。「からくり用心棒」との戦闘を経て、激震インパクトステージに移行する。
富士街道
激震インパクトステージ。おみつを攫ったビスマルを追って新型インパクトに搭乗する。富士の樹海を敵を倒しながら進み、ボスの「ビスマル・エレガント」と対決する。倒すと未来へタイムワープし、現代には戻れなくなる。
はぐれタウン
未来世界「ネオ大江戸」にある未来のはぐれ町。文明は進歩しているが、戦争による荒廃とからくり盗賊団の悪行により荒んだ雰囲気も漂う。西には牢獄が、南にはウォーカー工場がある。
牢獄
からくり盗賊団の牢獄。ヤエとサスケが囚われ、ゴエモンとエビス丸が救出に向かう。ここでほら貝を奪われてしまう。ボスは「からくり達磨 ころんだ」。
パニックステージ2
牢獄から脱出し、サスケが用意してきたからくりうぉーかーで逃走する道のり。DX抽選王の襲撃から逃げる。
ウォーカー工場
アクションステージ。未来の技術で新型うぉーかーを生産している工場。排気ガスが周囲の大気を汚染しており、動力炉を破壊してガスを止めなければ先に進めない。途中からBGMが陰鬱なものに変わり、雰囲気を一変させる。最奥部で新型うぉーかーを入手し、更に隠し通路の先で暗号プレートの1枚目を見つける。ボスはいない。
かがみタウン
うぉーかーでコンテナを破壊して進んだ先、マップの東に位置する町。名前通り、教会には巨大な鏡がある。更に東のタワーヒルズにはからくりタワーが聳え立つ。ダムが水を堰き止めているため川は干上がり、水不足に悩まされている。極悪ダムを破壊すると川に水が戻る。
からくりタワー
アクションステージ。タワーヒルズに建つ高層建造物で盗賊団のアジトの一つ。非常に広大且つ複雑で、クリアのためには下から上、上から下へと駆け回らなければならない。入って間も無くBGMが陰鬱なものに変わり、頂上でゴールドキーを入手するまで続く。道中、うぉーかーに火炎放射が追加される。エビス丸の本場のフラフープを活用するギミックが多い。ボスは「からくり拳」。ここでほら貝を取り戻す。2枚目の暗号プレートがある。
極悪ダム
激震インパクトステージ。ゴーストタウンを経由し、施設を破壊しながら進む。ボスはダム要塞の本体で、敵の砲撃を掻い潜りながらコアを破壊する。
ゴーストタウン
無人のビルが立ち並ぶ区域。近日取り壊し予定で、ビルに悪人が住みつかないようにポリス達がパトロールしている。しかし取り壊されるまでもなく、インパクトによって極悪ダム共々破壊され、瓦礫と化す。破壊後は敵が出現するようになる。以降、ゴエモンインパクトはここで待機する。
でいぷタウン
極悪ダムによって水底に沈んでいた町。しかし住民は健在であり、水が引いた後は何事も無かったように活気が戻る。
獅子砦
アクションステージ。でいぷタウンの奥から行けるダムの一部で、小規模なアジト。入って間も無くボスと戦える。3枚目の暗号プレートがある。ボスは「からくり壁面獅子」。
干支の森
ゆきんこタウンに続く森。通常では道は塞がっており、あるアイテムが無ければ通過できない。カッパのキハチが住む「恩知らずの池」がある。
ゆきんこタウン
一年中雪に覆われた町で、山の麓にある。しかしある町人曰く、昔は雪など降っていなかったという。雪山への入り口の一つが大岩で塞がっている。
ゆきんこ砦
アクションステージ。雪山の途中にある小規模なステージ。通過するのみでボスはいない。ヤエバズーカを活用する唯一のステージ。
からくり温泉
アクションステージ。雪山で発見された温泉をアジトに改造したもので、温泉にまつわるギミックが満載。BGMは最後まで変化しない。道中、うぉーかーに液体窒素が追加される。ゴエモンのチェーンキセルを活用する数少ないステージ。4枚目の暗号プレートがある。ボスは「極悪宝船 ごうれむ」。
からくりパーク
からくり盗賊団の本拠地のある機械都市。最初のマップにこそ民家や商店があるが、以降は長い道のりを敵と戦いながら進む。にんにん村の畑が現在も残されており、所持しているか否かで展開が若干変わる。
般若砦
アクションステージ。からくりパークの途中にある小規模なアジト。雑魚敵も一切いない。5枚目の暗号プレートがある。ボスは「あつがりぃ&さむがりぃ」。クリアすると、即座に「DX抽選王」とのインパクト戦に移行する。
からくり広場
からくりパークを獅子砦よりも更に奥に進んだエリア。最奥部には暗号プレートをはめ込む台座がある。暗号プレートが足りなかった場合は探しに戻る羽目になる。
敵本拠地（都市部）
激震インパクトステージ。暗号プレートの罠から脱し、インパクトで敵都市を破壊しながら直接殴り込む。ボスは「イカス・オレさま号」で、獅子重禄兵衛との直接対決が待つ。
敵本拠地（ビル）
獅子重禄兵衛の居城である巨大なビル。洗脳された物知りじいさんとの戦闘があるのみで、アクションステージは無い。
漫画版では「重禄兵衛タワー」と呼ばれている。
大江戸
過去に戻った先であり、大江戸城の付近。インパクトに乗り、「伝説の巨神」との最後の戦いを繰り広げる。条件を満たしていた場合、更に「かぶき・ふぉーえばー」との真の最終決戦に続く。

## キャラクター

### 主要キャラクター
ゴエモン、エビス丸、サスケに加え、外伝作『きえた黄金キセル』からのゲストキャラクターであった「くのいち・ヤエ」がプレイヤーに追加された。
前作に比べてキャラクターの性能差がハッキリと表れるようになり、状況に応じてキャラクターを切り替え個々の能力を活かして進んでいく。
ゴエモン
主人公。はぐれ町に住む天下の義賊。からくり盗賊団に囚われた物知りじいさんとおみっちゃんを助けるために立ち上がる。
武器：キセル→チェーンキセル。
チェーンキセル入手後は、卍マークが記された特定のブロックに引っ掛けてのワイヤー移動と遠距離への攻撃が可能になる。
サブウェポン：小判
溜め撃ちで敵やバリアを貫通する「貫通小判」となる。
術：一触即発の術
ダメージ2倍増のハンデと引き換えに、攻撃力が一定時間2倍になる術。
エビス丸
正義の忍者を名乗るゴエモンの相棒。
武器：フラフープ→本場のフラフープ
フラフープは攻撃方向が横方向のみであり、武器レベルがアップするまでは上方向への攻撃ができない。
本場のフラフープ入手後は、ボタンの連打で広範囲攻撃ができるが、目を回して一時行動不能状態になってしまう。
また、Y+Bでフープを上に掲げその状態でジャンプすることによりステージ中に存在するピンに引っ掛けての移動が可能になる。
上に掲げたフープはそのまま上方向への攻撃に利用できる。
サブウェポン：手裏剣
溜め撃ちで壁に反射する「反射手裏剣」となる。
術：ちびエビスンの術
体そのものを縮小し、狭い場所を抜けられるようになる術。変身中は攻撃できない上に防御力が半減する。
サスケ
物知りじいさんが生み出したからくり忍者の傑作。伊賀屋敷で物知りじいさんの留守を守っていたが、事情を聞いてゴエモンたちに手を貸す。
Yボタンを押さなくても常にダッシュ状態であり、ジャンプ中に上方向への攻撃ができない特徴がある。
メインウェポン：くない、波動くない
波動くない入手後は、斬撃で生じた衝撃波を飛ばしたり特定の障害物の切断が可能になる。
サブウェポン：花火爆弾
武器としての利用の他に、特定の障害物を破壊できる。溜め撃ち攻撃は今作では削除されている。
術：くない激炎破
くない型の波動を8方向に飛ばして攻撃する、前作での「八方くない投げ」に相当する術。
ヤエ
江戸の平和を影から守る「秘密特捜忍者」のくの一。物知りじいさんの窮地を知り、ゴエモンたちに手を貸すべく合流する。
サスケ同様にYボタンを押さなくても常にダッシュ状態である。
武器：くノ一の刀。唯一、パワーアップしない。
ジャンプ中に下キーとYボタンで下突き攻撃、YボタンとBボタンの同時押しで完全無敵状態になる「剣シールド」が使える(使用中は移動不可で、ダメージ地形に対しては無効)。
サブウェポン：ヤエバズーカ
圧縮した空気を打ち出すバズーカ砲。武器としての利用の他に、通路をふさぐ栓を吹き飛ばせる。溜め撃ちは不可。
術：人魚変化の術
人魚に変身する術。水中に潜って8方向に自在に動き、Yボタンで高速移動を兼ねた突進攻撃ができるようになる。また、水面をスピーディに泳げる他、浅瀬の橋の下も潜って通り抜けられるようになる。
変身は水面でしか行えず、地上で使用すると変身に失敗し鯉のぼりに全身を突っ込んだ姿に変化して身動きが取れなくなってしまう。

### サブキャラクター
物知りじいさん
伊賀の山奥に住む天才発明家。今回はタイムマシンを作り上げ、その試運転と称して未来のギャルを追っかけに出向いた所をからくり盗賊団に拉致される。その後、洗脳されてからくり盗賊団のメカを数多く開発させられる。敵本拠地では洗脳状態でゴエモンたちに襲いかかってくる。
おみつ/おみっちゃん
ゴエモンの住むはぐれ町のアイドルであり、シリーズのヒロイン。今回は獅子重禄兵衛に気に入られてしまい、シスター・ビスマルにさらわれてしまう。囚われの身となっている間も酷い目には遭わなかったらしく、重禄兵衛には別れ際に「楽しかったぜ」と言われ、自身も「私も楽しかった」と言いながら目にハートマークを浮かべていた。
漫画版では重禄兵衛から本気で惚れられ両想い同然の仲となる。最後の戦いも重禄兵衛に連れられ共に巨神に搭乗していた。だが巨神の攻撃でゴエモンが死んだと思った時は、癇癪を起して重禄兵衛をボコボコにしてしまった。これを機にゴエモンたちは逆転勝利を果たした。エンディングでは重禄兵衛から別れの言葉を掛けられ、お互いに別れを惜しんでいた。
なお、おみつが黒幕をボコボコにするという展開は後にゲームにて逆輸入されている。
クロベエ
ゴエモンの知り合いの忍者猫。ゴエモンに頼まれ、ほろほろ寺で幽霊に化けて一般人が伊賀屋敷への転送装置に近づかないようにしていた。ゴエモンたちに「ものまね変化の術（2人プレイ時に同じキャラクターが使用可能になる）」を授ける。
ねこきち
はぐれタウンで盗みを働くコソドロ猫。彼の被害に遭って泣かされているよろず屋は少なくなく、ポリスも困り果てている。しかしゴエモン達には逃げながら食べた魚の骨や、盗品を落としながら逃げていたために後を追われて捕まるなど何処か抜けている。
クロベエにそっくりだが、関係は不明。
鬼六（おにろく）
フラフープを回すことに情熱を燃やす、陽気な赤鬼のダンサー。シスター・ビスマルによりネオ大江戸のとある場所に捕らえられており、助け出すとエビス丸の武器をパワーアップさせてくれる。
のすとらくん
未来の各地にいる辻占い師。お金を払うと予知能力を使ってヒントを教えてくれる。語尾に「だむす」と付けて話す。
縁の下の力持ち
通称「照れ屋のじょん」。その姿こそ豆粒のように小さいが、大きな岩を軽々と持ち上げるほどの怪力の持ち主。
キハチ
恩知らずの池に住み、きゅうりを欲しがっているカッパ。きゅうりをあげると暗号プレートをくれ、その後も訪れるとライフを回復させてくれるなど、池の名前とは裏腹に恩義に厚い。
漫画版ではプレートを譲るのを一度は渋るがヤエちゃんに頼まれて「可愛い女の子の頼みは断れない」など女性に弱い面を見せた。この展開は『ネオ桃山幕府』に登場するキハチとのやり取りで逆輸入されている。
ぱすてる（声：椎名へきる）
江戸時代の大江戸ツーリストの受付嬢の女の子。同社のシューティングゲーム『ツインビー』シリーズからのゲスト出演。　
しおり（声：金月真美）
未来の江戸の大江戸ツーリストの受付嬢の女の子。同社の恋愛シミュレーションゲーム『ときめきメモリアル』からのゲスト出演。

### 敵キャラクター
獅子 重禄兵衛（しし じゅうろくべえ）
からくり盗賊団の首領。はるか昔に存在した伝説の大泥棒を崇め、からくり盗賊団を率いて悪事を働いている。悪人ではあるが、抜群のスタイルとルックスのため女性に人気が高く、自身もかなりの女好きでナルシスト。
未来にやってきた物知りじいさんを拉致させると共におみつまでさらっていくが、未来に伝わる謎の巨神を復活させる「巨神復活大作戦」こそが真の目的であり、その鍵となるほら貝を奪うべくじいさんたちを救いに未来へやってきたゴエモンたちと激突する。
実はゴエモンの遠い子孫であり、彼が崇拝していた伝説の大泥棒とは敵対していたゴエモン本人のことだった。彼の行動も全ては大泥棒として名を残す先祖への憧れからであった。
漫画版ではおみつに心の底から一目惚れて婚約者としてさらっていくものの、おみつと共に乗り込んだ巨神で終始有利に立ち回り必殺技「からくり卍固め」で追い詰めゴエモンインパクトを大破寸前にまで追いつめるも、ゴエモンが死んだと思い込んだおみつの怒りの鉄拳で叩きのめされ、その隙を突かれて逆転負けを喫する。観念した直後に襲来したカブキフォーエバーの言葉でゴエモンこそが自分の先祖だったことを知り、これまでの償いとしてゴエモンに加勢、ゴエモンと二人で放ったツープラトン「バックドロップ」でカブキフォーエバーを撃破した。その後、ゴエモンたちとも和解し未来の世界を立て直すために元の時代へと帰って行った。
後に『がんばれゴエモン〜宇宙海賊アコギング〜』にも出演。未来からゴエモンインパクトのパワーアップに協力する。
シスター・ビスマル
重禄兵衛の側近のオカマ。エビス丸にそっくりの姿をしており、重禄兵衛に熱烈な恋心を抱いている。語尾に「ザンス」と付ける。エビス丸との関連性は特に追求されず、漫画版第3巻の巻末でエビス丸の子孫である可能性が示唆されるに留まっている。
ほら貝の取引のためおみつに化けてほら貝をだまし取るも、転んだ拍子に変装が解けてしまい、気持ち悪がったゴエモンに叩きのめされて吹き飛ばされた。その後、重禄兵衛の後を追って江戸時代まで現れ、重禄兵衛にゴエモン達を倒すように言いながら縋り付くも彼は既に改心しており、怒った重禄兵衛の一撃で遠くへ吹き飛ばされそのままフェードアウトした。乗ってきたビスマル・ポッドは重禄兵衛が未来に帰る際に使用され、ビスマル自身は江戸時代に置き去りにされた。
後に『がんばれゴエモン〜でろでろ道中 オバケてんこ盛り〜』で再登場している。
おみくじ五兄弟
「〜ですな」が口癖の重禄兵衛直属の部下。大吉、中吉、吉、小吉、凶の5人兄弟。姿形こそそっくりだが、色違いの服を着用している。大吉は「お風呂大好き」、中吉は「爽やかさん」、吉は「工場長」、小吉は「燃える男」、凶は「メカの達人」を自称する。ゴエモン達に暗号プレートの秘密をばらしたり、爆弾と間違えて奪ったほら貝を投げたり、「暖簾に梅干し」「人の揚げ出汁を取る」など単語やことわざの言い間違いを連発したりと間抜けな性格で、いつもゴエモン一行に馬鹿にされている（サスケ曰く「ばかずきん」）。感情が昂ぶると頭巾に突き立った矢から火が出る。本業は落語家。ゴエモン達から「本当は一人しかいないのでは」や「こんな馬鹿な奴が5人いるわけがない」と散々な言われをされているが、現に全員揃って登場する場面もなく、インパクト戦でも別々に映っていたため真偽は不明である。
からくり用心棒
シスター・ビスマルに雇われた人型からくりメカの用心棒。ビスマルの命令ではぐれ町を破壊しつくし、腰に付けた巨大な鉄球と両手の鎌で攻撃してくる。
漫画版での名称は「カラクリ用心棒」。
ビスマル・エレガント
シスター・ビスマルが操縦する可変式巨大からくりメカ。通常時は羽釜の形をした飛行形態で、からくりうぉーかーで移動中のゴエモンたちを背後から襲撃した。インパクト戦では人型に変形し、弾丸やハート弾、体当たりにビンタ攻撃、キス攻撃など多彩な技を繰り出してくる。頭部は緊急脱出用の「ビスマル・ポッド」として機能し、タイムワープ装置を搭載している。
後に『がんばれゴエモン〜でろでろ道中 オバケてんこ盛り〜』で再登場。足がタイヤからホバーに変わっている。
からくり達磨 ころんだ
からくり盗賊団の牢獄を守るボスで、ヤエを拘束している。名古屋弁を話す。最初はだるまさんがころんだの要領でヤエを縛っているロープを切る。ヤエを救出すると転がって攻撃を仕掛けてくる。
からくり拳
「からくりタワー」を守るボス。手のひらの形をしたからくりメカで、かなりの熱血漢。
極悪ダム
からくり盗賊団が築き上げ、砲台や戦闘員が配置されたダム型要塞。これが原因で町が一つ水没してしまっている。極悪ダムの命名は、ゴエモンの思い付きによるもの。この戦闘ではインパクトはゆっくりとダムへと接近し、砲撃を受けると後退させられてしまう。至近距離まで近付くと戦闘員が出現し、本格的な戦闘が始まる。砲台を全て破壊するとコアが露出する。
からくり壁面獅子
「しし砦」を守る、獅子頭を模したからくりメカ。壁伝いに移動し、小型の獅子メカを放って攻撃してくる。ロープの反動で獅子メカを跳ね返してダメージを与える。
極悪宝船 ごうれむ
「からくり温泉」を守る、おたふくの顔を舳先に付けた宝船を模した戦艦型からくりメカ。鉤爪やレーザー砲で攻撃してくる。同社のシューティングゲーム『沙羅曼蛇』に登場する「ゴーレム」が元ネタで、戦闘時のBGMもアレンジバージョンを用いている。
あつがりぃ&さむがりぃ
「はんにゃ砦」を守る、色違いの巨大な鬼面型からくりメカ。あつがりぃは炎、さむがりぃは冷気で攻撃し、時に天井のレーザー砲台を使って雷を落とすコンビネーション攻撃も仕掛けてくる。直接攻撃は効かないため砲台からのレーザーを跳ね返して攻撃するが、それぞれの反対の色のレーザーでしかダメージを与えられない。同じ色のレーザーや普通の攻撃を当てると反撃してくる。
DX抽選王
おみくじ五兄弟が操る巨大からくりメカで、伸びる手足を駆使した攻撃と強烈な体当たりを得意とする。パニックステージの2回目でウォーカーで移動中のゴエモン一行を襲撃した。
インパクト戦における攻撃の一つに胸部のルーレットを打ち出すというものがあり、当たりを出すとキセルボムが無償で発動し、ドクロ(はずれ)を出すと相手が無敵状態になって連続攻撃を喰らわされる。その他のマスに当たった場合は、その色によって次の攻撃パターンが決まる。同社の抽選マシン『抽選王』が元ネタ。
イカス・オレさま号
重禄兵衛自慢の可変式巨大からくりメカ。最初は獅子の姿で登場し、龍を模した2機の遠隔操作型からくりメカを従えている。俊敏さを活かした攻撃でゴエモンたちを翻弄するが、エネルギー残量が一定値を下回ると合体変形し、人型となって再度襲い掛かってくる。最初は自身が豪語する通り格好良いデザイン(重禄兵衛がモデル)だが、直後にビスマルポッドが無理矢理合体した事で見る影も無い格好悪い姿になってしまう。それでも攻撃バリエーションが非常に豊富で、基本的な戦闘能力も極めて高い。
伝説の巨神
重禄兵衛が画策した「巨神復活大作戦」によって蘇った謎の巨大からくりメカ。他の巨大からくりメカの追随を許さない戦闘性能を誇る。最初に対峙するとインパクトとの共鳴反応でタイムワープを引き起こす。
その正体は、未来世界で保管されていたゴエモンインパクトである。長い年月が経ったためか外観が微妙に変化しており、吊り上った白髪眉毛に紫色のボディ、攻撃方法も一部違うという特徴がある。
かぶき・ふぉーえばー
条件を満たすとエピローグ中に登場する隠しボスで本作の真の黒幕。
その正体は、はぐれ町を襲ったからくり用心棒が復活・進化を遂げた姿で、前作・前々作にも登場した「カブキ・リターンズ」こと「つづら助六」。
リベンジを果たすべく改造を重ねた末に未来の時代でからくり用心棒となり、ビスマルの命により過去の大江戸を襲撃したものの、誰にも正体に気づかれなかったため、未来へ向かったゴエモンたちを追って未来へと戻った末、パワーアップして復活し、再びゴエモンたちに襲い掛かる。未来へ向けてタイムワープ中のゴエモンインパクトを襲撃した「後ろから迫る何か」の正体である。
漫画版でも最後の敵として登場。名称は「カブキフォーエバー」。重禄兵衛との戦いが終わった直後、ゴエモンに復讐するべく正体を明かして襲い掛かって来る。ゴエモンと一進一退の戦いを繰り広げるが、重禄兵衛がゴエモンに加勢したことで敗色が濃くなり、最後は先祖と子孫のツープラトン「バックドロップ」で頭部を破壊されて爆発四散した。

## 他機種版

### 移植版
| 発売日         | 対応機種           | 開発元 | 発売元 | メディア                                      | 型式 | 備考 | 出典  |
| -------------- | ------------------ | ------ | ------ | --------------------------------------------- | ---- | ---- | ----- |
| 1997年9月30日  | スーパーファミコン | コナミ | コナミ | フラッシュロムカセット （ニンテンドウパワー） | -    |      |       |
| 2009年9月15日  | Wii                |        | KDE    | ダウンロード (バーチャルコンソール)           | -    | -    | [ 5 ] |
| 2013年10月16日 | Wii U              |        | KDE    | ダウンロード (バーチャルコンソール)           | -    |      | [ 6 ] |
| 2017年8月23日  | Newニンテンドー3DS |        | KDE    | ダウンロード (バーチャルコンソール)           | -    |      | [ 7 ] |

### 携帯電話ゲーム版
J-スカイ、iモード、EZweb各社の携帯電話用サイト「がんばれゴエモン」において、全8話12本（一部の話に前編・後編が設定されている）のアプリがコナミモバイル・オンラインから配信された。この携帯電話版では、1つのアクションステージや一連のインパクトステージが1つのアプリとなっており、クリアすることで順次次の話に相当するアプリがダウンロードできる仕様となっている。また、ダウンロードページにおいて各アプリの間の話を読むこともできる。
アクションステージにおいては使用可能なキャラクターが各ステージにつき2人設定されており、その2人のメイン・サブ武器を使い分けて進むことになる。大半のステージのマップは一部簡略化されているが、後半のステージでは一部マップが追加されている。
各話のクリア時やゲームオーバー時にゲーム中で獲得した小判をサイトに送ることで、待ち受け画像や着信メロディの他、以下の5本のおまけゲームと交換し小判を増やすことができる（下3本についてはプレイにもゲーム中の小判を必要とする）。
なお、J-スカイに限り、この他にゴエモンインパクト風のロボットを育成する『ゴエモンコンパクト』も配信されている。
長編活劇アプリ『～獅子重禄兵衛のからくり卍固め～』
| タイトル                                         | 発売日                                               | 備考                                     | 出典      |
| ------------------------------------------------ | ---------------------------------------------------- | ---------------------------------------- | --------- |
| 第1話「忍者屋敷」                                | J: 2002年9月5日 i: 2002年12月16日 EZ: 2003年2月6日   |                                          | J: i: EZ: |
| 第2話「じいさんの別荘」                          | J: 2002年9月18日 i: 2002年12月16日 EZ: 2003年2月12日 |                                          | J: EZ:    |
| 第3話（前編）「潜入！ほら貝の洞窟」              | J: 2002年10月1日 i: 2002年12月16日                   |                                          | J: i: EZ: |
| 第3話（後編）「インパクトvsビスまる」            | J: 2002年10月1日 i: 2002年12月16日                   |                                          | J: i:     |
| 第4話「ウォーカー工場」                          | J: 2002年11月6日 i: 2003年1月15日 EZ: 2003年4月17日  |                                          | J: i: EZ: |
| 第5話（前編）「からくりタワー」                  | J: 2002年11月13日 i: 2003年2月3日 EZ 2003年5月7日    |                                          | J: i: EZ: |
| 第5話（後編）「インパクトvs極悪ダム」            | J: 2002年12月2日                                     |                                          | J:        |
| 第6話「でいぷたうん地下」                        | J: 2002年12月18日 i: 2003年3月13日                   |                                          | J: i:     |
| 第7話「からくり温泉」                            | J: 2003年1月15日 i: 2003年4月17日                    |                                          | J: i:     |
| 第8話（前編）「般若砦」                          | J: 2003年2月3日 i: 2003年4月17日                     |                                          | J: i:     |
| 第8話（中編）「vs おみくじ五兄弟」               | i: 2003年5月7日                                      |                                          | i:        |
| 第8話（後編）「vs獅子重録兵衛」                  | J: 2003年3月12日                                     |                                          | J:        |
| がんばれゴエモン～獅子重禄兵衛のからくり卍固め～ | i: 2005年4月1日                                      | 「コナミネットDX」から12アプリを一挙配信 | i:        |

痛快ゲームアプリ
| タイトル                                         | 発売日                                               | 備考                                                                                         | 出典      |
| ------------------------------------------------ | ---------------------------------------------------- | -------------------------------------------------------------------------------------------- | --------- |
| ドスコイ張り手一番！                             | J: 2002年9月18日 i: 2002年12月16日 EZ: 2003年4月17日 | 相撲ゲーム。                                                                                 | J: i: EZ: |
| 秘術！算術塾                                     | J: 2002年12月2日 i: 2002年12月16日                   | 算術系の4択クイズゲーム。プレイを続けると他キャラクターが乱入してくるほか、2人プレイも可能。 | J: i:     |
| ジェットGo！Go！Go！                             | J: 2003年3月12日                                     | 強制横スクロールのアクションゲーム。                                                         | J:        |
| 天手古舞舞迷宮館                                 | J: 2003年5月1日                                      | 3DダンジョンRPG。時間制限内に通行手形を集めてゴールするのが目的。                            | J:        |
| からくり奇天烈レース                             | J: 2003年8月11日                                     | モンスターを育成しレースに出すことで小判を増やすことができる。                               | J:        |
| がんばれゴエモン～獅子重禄兵衛のからくり卍固め～ | i: 2005年4月1日                                      | 「コナミネットDX」から5アプリを一挙配信                                                      | i:        |

## スタッフ
- ディレクター：蛭子悦延
- プロデュース：梅崎重治、コナミ株式会社
- 企画、脚本：小川公一、ゴエ3制作委員会
- プログラマー：蛭子悦延、山口誠、丸山修、奥谷友春、まえかわたけし、松岡伸浩、ながたまさつぐ、山本泰弘、後藤保、ちゃちゃよしだ（吉田晃之）、梅崎重治
- キャラクター・デザイナー：小川公一、ほーりーこーじい!（堀江浩司）、山内円、濱垣和恵、大橋慶子、中狭美香、喜綿重程、赤坂嘉紀、西脇隆行
- サウンド・デザイナー：上原和彦、森本ゆきえ、高橋紀子、船橋淳、冨田朋也、安慶名伸行
- パッケージ・デザイナー：難波和宏、吉本佳世
- 広報、宣伝：早坂妙子、たむりん（田村重幸）
- スペシャル・サンクス：椎名へきる（パステル役）、金月真美（藤崎詩織役）、コミックボンボン編集部、帯ひろ志、村田司朗、やまだよしえ、コナミ・テストプレイヤーズ

## 評価
- ゲーム誌『ファミコン通信』の「クロスレビュー」では、8・7・8・9の合計32点（満40点）でゴールド殿堂を獲得[29][27]、レビュアーからは新たに導入された謎解きなどのゲームシステムに関して、任天堂のディスクシステム用ソフト『ゼルダの伝説』（1986年）や『メトロイド』（1986年）のエッセンスが盛り込まれていると指摘する声が多く挙げられ、浜村通信は「謎解きの難度もリーズナブル。斬新なトラップもここかしこに」と評価、鈴木ドイツは「グラフィック、動き、などどれをとっても破綻がない」と評価、渡辺美紀は『ゼルダの伝説』のパロディ的要素を称賛、ジョルジョ中治は「思考を要する知的アクションは個人的に好む」と全体的に肯定的な評価が多く挙げられた[30]。その他、本作に関して浜村は「シリーズで一番のデキ」、鈴木は「出来は一流」、中治は「正月の浮かれ気分に最適のゲーム」とそれぞれ総括した[30]。

- ゲーム誌『ファミリーコンピュータMagazine』の読者投票による「ゲーム通信簿」での評価は以下の通り、22.5点（満30点）となっている[28]。

| 項目 | キャラクタ | 音楽 | お買得度 | 操作性 | 熱中度 | オリジナリティ | 総合 |
| 得点 | 4.1        | 3.7  | 3.5      | 3.7    | 3.8    | 3.7            | 22.5 |

## コミカライズ
前作までと同様、帯ひろ志作で『コミックボンボン』連載、単行本全3巻。
この頃から本格的に仲間になったヤエによるお色気シーンや、ゴエモンがおだてられたりして調子に乗ると強い長身の美男子に変身するギャグが登場し、以降のシリーズにも受け継がれている。極悪ダム戦ではダムそのものではなく「あっぱれインパクト」というオリジナルのボスと戦ったり、洗脳された物知りじいさん戦でも新たに開発された「ハイパーサスケ」を嗾けられたりなど、オリジナル色の濃いエピソードも見られる。クライマックスにおいてもゲームでは不発に終わった重禄兵衛の必殺技「からくり卍固め」が実際に披露され、最後はゴエモンと重禄兵衛が協力してかぶき・ふぉーえばーを倒すという独自の展開が描かれた。また、おみくじ五兄弟は実は全て同一人物で、1人で5人を演じていたという設定となっていた。ゴエモンの一触即発の術は、ゲームでは発動の瞬間のみ頭髪が金髪になって逆立つのに対し、漫画版では術の使用中は常に金髪で逆立ったままになっている。